# استان نازکا
استان نازکا (به اسپانیایی: Nazca Province) یک استان در پرو است که در منطقه ایکا واقع شده‌است.
یکی از مناطق معروف این استان صحرای نازکا است که خطوط نازکا در آن ترسیم شده است.